# Jaume Riu i Ratera
Jaume Riu i Ratera (Sallent, Bages, 11 d'agost de 1963) és fuster i músic, instrumentista de piano i flabiol, director de coral i compositor de sardanes.
Va començar els seus estudis de solfeig i piano amb Mn. Josep Potellas i els continuà als conservatoris de Manresa, Terrassa i Municipal de Barcelona. Alhora va fer estudis de flabiol i tamborí amb els mestres Josep Padró, Jordi León i Bernat Castillejo. Ha estat flabiolaire de la Cobla Bages de Manresa (1986-1992) i ha compost 60 sardanes per a cobla, entre elles «Cabrianes», «42 anys ballant junts» i "En Sani i la Roser", seleccionades per participar en l'elecció de la Sardana de l'Any 2006 i 2010 respectivament, la sardana Coral Bordonera que va ser una de les 10 sardanes finalistes de l'edició de la Sardana de l'Any 2009 amb final celebrada a Perpinyà a més aquesta sardana va ser enregistrada al CD Sardanes d'Organyà per la Cobla Ciutat de Girona. La seva sardana "Emocions" va ser finalista de La Sardana de l'Any 2014 celebrada el 16 de Maig a Figueres i "Dels 40 als 50, Felicitats" finalista de la sardana de l'any 2018 amb la final celebrada al Gran Teatre del Liceu de Barcelona., a l'edició de 2024 la sardana "Cèlia" va ser semifinalista d'aquest mateix concurs sardanistic que impulsa Som Sardana.
També és l'autor de la sardana «Organyà, Ciutat Pubilla» (2011) enregistrada al CD Per als Amics del Kim Volúm 8, per la Cobla Ciutat de Girona i «Bicicleta, cullera, poma» que s'estrenà el mes de setembre 2011 a Barcelona, dedicada a la malaltia d'Alzheimer amb el suport de la Fundació Pasqual Maragall a qui destinà tots els guanys de drets d'autor que generi la seva interpretació. El 9 d'octubre de 2020 es va celebrar el concert de presentació del seu primer CD de sardanes "Amb un somriure" que enregistrat per la Cobla La Principal de la Bisbal inclou 12 de les seves sardanes, entre elles "Bicicleta, cullera, poma", "Cabrianes", "Cornet", "En Sanni i la Roser". El CD va ser enregistrat el mes de febrer de 2020 als Estudis 44.1 d'Aiguaviva. L'any 2022 va presentar el seu segon CD de sardanes sota el títol de Lluna Plena i el 9 de maig de 2025 va presentar el seu tercer CD de sardanes AMISTAT que inclou 11 sardanes del Jaume i la sardana Un Riu d'amistat que li va dedicar l'any 2022, el seu gran amic i compositor manresà Joan Làzaro i Costa. Aquests dos darrers CD's han estat enregistrats també per la Cobla La Principal de la Bisbal i enregistrats com els dos anteriors a l'estudi 44.1 d'Aiguaviva. Fora de l'àmbit relacionat amb el món de la sardana, ha posat música als Goigs de l'Ermita de Nostra Sra. de Montserrat de Sallent i a l'Himne de la Coral Infantil «Saltirons del Llobregat» (1983) inclòs al CD Les Músiques de Sallent. En el món del cant coral ha compost un ampli ventall de sardanes i valsos per a caramelles. Com a autor cal destacar els seus llibres Sallent i la sardana (2002), Sallent i el cant coral (2007), Coral Jove Clau de Sol, 10è aniversari (2009) i Sallent recull gràfic 1883-1975 aquest darrer escrit conjuntament amb l'historiador Ferran Sánchez i Agustí. Actualment és també el codirector i pianista del grup de gospel sallentí The River Troupe Gospel i és membre de l'equip de redacció de la revista L'Esparver de Sallent. També és un dels responsables del Cicle de concerts al Castell de Sallent que organitza la entitat La Trenta-sisena cada dissabte de juliol.

## Obra
- Sallent i la sardana (2002)[3]
- Sallent i el cant coral (2007)
- Coral Jove Clau de Sol, 10è aniversari (2009)
- Sallent recull gràfic 1883-1975